# Death
Death var en amerikansk musikgrupp som bland andra namngav musikstilen death metal (andra som bidrog till namnet är till exempel Possessed). Albumet Scream Bloody Gore (1987) var banbrytande för genren.

## Historia
Bandet bildades i Florida 1983 av Chuck Schuldiner, Rick Rozz och Kam Lee, och kallades först Mantas. Rozz och dåvarande trummisen Lee lämnade bandet 1985 för att bilda bandet Massacre. Bandet har sedan starten haft 27 olika medlemmar, och Chuck Schuldiner var den största drivande kraften i bandet och den ende som var med från början fram till den 13 december 2001 då han dog i cancer och bandet upphörde.

## Bandmedlemmar

### Senast kända medlemmar
- Chuck Schuldiner – sång,(1984 - 2001) gitarr (1983–2001; död 2001)
- Shannon Hamm – gitarr (1996–2001)
- Scott Clendenin – basgitarr (1996–2001; död 2015)
- Richard Christy – trummor (1996–2001)

### Tidigare medlemmar

#### Sång
- Louie Carrisalez (Spiritual Healing–turnén)

#### Gitarr
- Rick Rozz (1983–1985, 1987–1989)
- Matt Olivio (1985)
- James Murphy (1990)
- Walter Trachsler (Spiritual Healing-turnén)
- Albert Gonzalez (Spiritual Healing-turnén)
- Paul Masvidal (1990–1992)
- Andy LaRocque (1993)
- Craig Locicero (1993 – på Individual Thought Patterns-turnén)
- Ralph Santolla (1993; död 2018)
- Bobby Koelble (1995)

#### Basgitarr
- Scott Carlson (1985)
- Terry Butler (1987–1990)
- Steve DiGiorgio (1986, 1991, 1993)
- Scott Carino (1991–1992)
- Kelly Conlon (1995)

#### Trummor
- Kam Lee (1983–1985)
- Eric Brecht (1985)
- Chris Reifert (1986–1987)
- Bill Andrews (1987–1990)
- Sean Reinert (1990–1992)
- Gene Hoglan (1993–1995)

## Diskografi

### Studioalbum
- 1987 – Scream Bloody Gore
- 1988 – Leprosy
- 1990 – Spiritual Healing
- 1991 – Human
- 1993 – Individual Thought Patterns
- 1995 – Symbolic
- 1998 – The Sound of Perseverance

### Demo
- 1984 – Death by Metal Reissue
- 1984 – Reign of Terror
- 1984 – Live tape #2
- 1984 – Live tape #3
- 1984 – Infernal Live (Live tape #5)
- 1985 – Rehearsal tape #5
- 1985 – Infernal Death
- 1985 – Rigor Mortis
- 1985 – Rehearsal tape #8
- 1985 – Rehearsal tape #9
- 1985 – Rehearsal tape #6
- 1985 – Back from the Dead
- 1985 – Rehearsal tape #10
- 1985 – Live tape #8
- 1985 – Rehearsal tape #11
- 1986 – Rehearsal tape #12
- 1986 – Rehearsal '86
- 1986 – Mutilation
- 1986 – Scream Bloody Gore aborted sessions
- 1988 – Rehearsal Tape
- 1988 – Live tape #9

### Livealbum
- 2001 – Live in L.A. (Death & Raw)
- 2001 – Live in Eindhoven '98
- 2012 – Vivus!

### Samlingsalbum
- 1992 – Fate: The Best of Death

### Samlingsalbum (Chuck Schuldiner)
- 2004 – Chuck Schuldiner: Zero Tolerance
- 2004 – Chuck Schuldiner: Zero Tolerance II
- 2005 – Zero Tolerance / Zero Tolerance II

### Video
- 2001 – Live In L.A. (Death & Raw)
- 2001 – Live in Eindhoven '98
- 2005 – Live in Cottbus '98

### Annat
- 1989 – The Ultimate Revenge 2 (delad album: Dark Angel / Death / Forbidden / Faith or Fear / Raven)